# 阿代爾半島

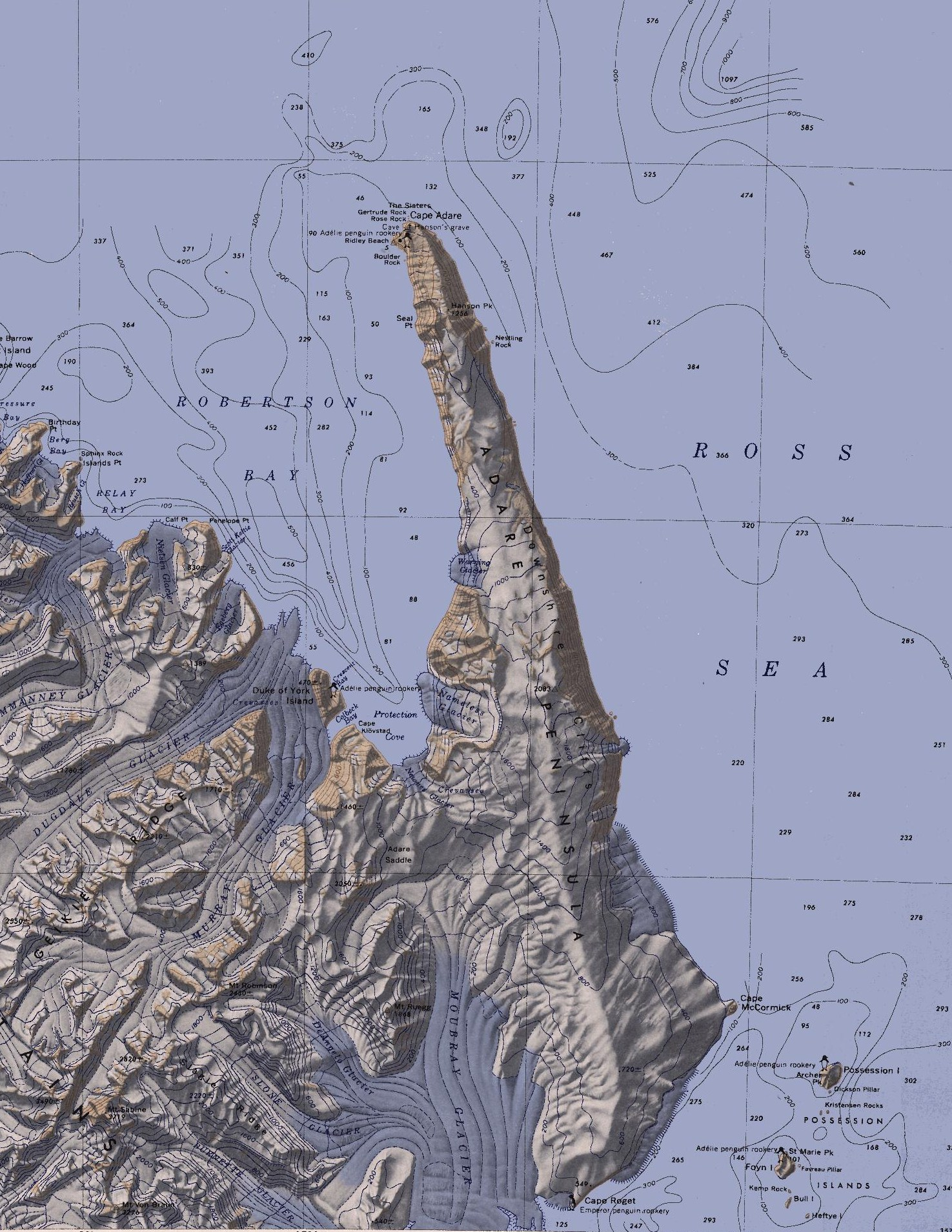

71°40′S 170°30′E / 71.667°S 170.500°E
阿代爾半島（英語：Adare Peninsula）是南極洲的半島，位於維多利亞地東北部，長60公里，從阿代爾角延伸至羅傑特角，該半島現時由南極條約體系管理。